# فرانک کور
فرانک کور (انگلیسی: Franck Koré؛ زادهٔ ۱۶ مهٔ ۱۹۹۵) بازیکن فوتبال است.
وی همچنین در تیم ملی فوتبال زیر ۱۹ سال فرانسه بازی کرده‌است.